# Egilsay
Egilsay is een klein eiland van 6,5 km² en maakt deel uit van de Orkney-eilanden. Het eiland ligt een kilometer oostelijk van het eiland Rousay en 15 km noordelijk van de plaats Kirkwall. Er wonen ongeveer 40 mensen.
Egilsay was de plaats waar Sint-Magnus, graaf van Orkney, werd gedood in 1117.
In 1937 is er op de plek waar St. Magnus is vermoord een gedenkteken opgericht.
Aan de westzijde van het eiland bevindt zich de St Magnus Church, gebouwd in de twaalfde eeuw. De kerk bestaat uit een rechthoekig schip en een ronde toren aan de westzijde. De toren is nog 14,9 meter hoog, maar is vermoedelijk 4,5 meter hoger geweest. De vereniging Historic Scotland beheert dit gebouw.